# Organofosfato

Struttura generale degli organofosfati

Con il termine organofosfato o organofosforato (talvolta abbreviato OP) si indicano genericamente gli esteri dell'acido fosforico. I fosfati sono probabilmente i più diffusi composti organofosfori. Molti dei più importanti composti biochimici sono organofosfati, inclusi il DNA e l'ATP così come molti cofattori essenziali alla vita. Gli organofosfati sono anche alla base di molti insetticidi, erbicidi, e gas nervini. Sono largamente utilizzati come solventi, plastificanti e additivi EP.
Gli organofosfati sono largamente impiegati in applicazioni tanto naturali che sintetiche per la facilità con cui i gruppi organici possono essere legati insieme. Essendo un acido triprotico, l'acido fosforico può formare triesteri mentre un acido monocarbossilico forma solamente monoesteri. L'esterificazione comporta l'aggancio di gruppi organici al fosforo attraverso la mediazione dell'ossigeno. I precursori di tali esteri sono gli alcoli. Comprendendo le molte migliaia di composti naturali e sintetici, gli alcoli sono diversi e diffusi.
OP(OH)3 + ROH → OP(OH)2(OR) + H2O
OP(OH)2(OR) + R'OH → OP(OH)(OR)(OR') + H2O
OP(OH)(OR)(OR') + R"OH → OP(OR)(OR')(OR") + H2O
Gli esteri fosfati, mantenendo i gruppi OH sono acidici e parzialmente deprotonati in soluzione acquosa. Per esempio il DNA e l'RNA sono polimeri del tipo PO2(OR)(OR')-n. Anche i polifosfati formano esteri. Un esempio importante di un estere di polifosfato è l'ATP, che è un monoestere dell'acido trifosforico (H5P3O10).
Gli alcoli possono essere staccati dagli esteri fosfati per idrolisi, che è l'opposto della reazione di sopra. Per questa ragione, gli esteri fosfati sono precursori dei gruppi organici in biosintesi.

## Insetticidi organofosfati
Nei campi sanitario e agricolo, la denominazione organofosfato o fosforganico o estere fosforico si riferisce ad un gruppo di insetticidi o agenti nervini agenti sull'enzima acetilcolinesterasi. Il termine è spesso usato per descrivere virtualmente tutti i composti organici contenenti fosforo pentavalente, con speciale riguardo per le neurotossine. Molti dei cosiddetti organofosfati contengono legami C-P.  Ad esempio, il sarin è O-isopropil metilfosfonofluoridato, che deriva formalmente dall'HP(O)(OH)2, e non dall'acido fosforico. Anche molti composti derivati dell'acido fosfinico sono utilizzati come fosfori organici contenenti neurotossine.
Gli insetticidi organofosfati (come il Sarin ed il VX) inibiscono irreversibilmente l'acetilcolinesterasi, che è un enzima essenziale alla funzionalità nervosa degli insetti, dell'uomo e di molte altre specie animali. Gli organofosfati agiscono sull'enzima in vari modi, a seconda del loro potenziale. Per esempio, il parathion, uno dei primi organofosfati commercializzati, è molte volte più potente del malatione, un insetticida usato per combattere la mosca mediterranea della frutta e il virus del Nilo occidentale trasmesso dalle zanzare.
Questi insetticidi si degradano rapidamente per idrolisi sotto esposizione alla luce solare,all'aria, e a terra, nonostante piccole quantità possono essere rilevate nel cibo e nell'acqua potabile. La loro capacità di degradarsi li rende un'alternativa importante ai comuni insetticidi organocloruri, come il DDT, l'aldrin e la dieldrin.  Nonostante gli organofosfati si degradino più rapidamente degli organocloruri, possiedono una maggiore tossicità acuta, mettendo a rischio le persone che vengano esposte a ingenti quantità.
Gli organofosfati più comunemente utilizzati sono
- Parathion
- Malathion
- Metil parathion
- Chlorpyrifos
- Diazinon
- Dichlorvos
- Phosmet
- Tetrachlorvinphos
- Azinphos metile

## Neurotossine fosforganiche

### Storia dei gas nervini
I pionieri in questo campo furono Jean Louis Lassaigne (inizio del XIX secolo) e Philip de Clermount (1854).  Nel 1932, il chimico tedesco Willy Lange e il suo studente e collaboratore, Gerde von Krueger, descrissero per la prima volta gli effetti colinergici sul sistema nervoso degli organofosfati, notando una sensazione di soffocamento e di oscuramento della visione a seguito dell'esposizione. Questa scoperta indusse negli anni Trenta il chimico tedesco Gerhard Schrader presso la I.G. Farben a sperimentare questi composti in qualità di insetticidi. La possibilità di utilizzare questi composti a scopo militari divenne presto evidente, e il governo nazista affidò a Schrader il compito di sviluppare gas nervini fosforganici. Il laboratorio di Schrader scoprì le armi catalogate come di serie G, che include Sarin, Tabun, e Soman. I nazisti produssero grandi quantità di questi composti, nonostante questi non furono utilizzati durante la Seconda guerra mondiale (probabilmente per timore che gli Alleati possedessero simili armi). Dal canto loro, gli inglesi sperimentarono un organofosfato colinergico chiamato diisopropilfluorofosfato (DFP), durante la guerra. Sempre i britannici produssero all'inizio degli anni Cinquanta il VX, molte volte più potente della serie G.
Dopo la Seconda Guerra mondiale, le compagnie americane ebbero accesso ad alcune informazioni dal laboratorio di Schrader, e iniziarono a sintetizzare insetticidi fosforganici su vasta scala. Il paratione fu tra i primi commercializzati, seguito dal malatione e dall'azinfosmetil.  La popolarità di questi insetticidi crebbe dopo che molti insetticidi organocloruri come il DDT, il dieldrin, e l'heptachlor furono proibiti negli anni '70.

### Caratteristiche strutturali delle neurotossine fosforganiche
Le neurotossine fosforganiche possiedono le seguenti caratteristiche strutturali:
- Un ossigeno terminale connesso al fosforo da un doppio legame (gruppo fosforile)
- Due gruppi lipofili legati al fosforo
- Un gruppo elettronicamente instabile legato al fosforo, spesso un alogenuro

#### Terminale a ossigeno o a zolfo
I composti tiofosforilici, quelli che possiedono il gruppo funzionale P=S, sono molto meno tossici dei relativi derivati fosforilici, che includono il sarin, il VX e il tetraetil pirofosfato. Il composto tiofosforile non è un inibitore attivo dell'acetilcolinesterasi nei mammiferi e negli insetti; nei mammiferi il metabolismo animale tende a rimuovere i gruppi lipofili dall'atomo di fosforo, mentre un insetto tende a ossidare il composto rimuovendo il terminale sulfureo e rimpiazzandolo con un terminale ossigeno che attiva il composto in inibitore dell'acetilcolinesterasi.

#### Fine tuning
Per via di queste caratteristiche, sono stati usati un gran numero di gruppi lipofili e labili. La variazione di questi gruppi è uno dei mezzi di fine tuning della tossicità del composto. Un esempio di questa chimica sono i composti P-tiocianato che usano un arile (o un alchile) ed un gruppo alchilamminico come gruppi lipofili. Il tiocianato è il gruppo labile.

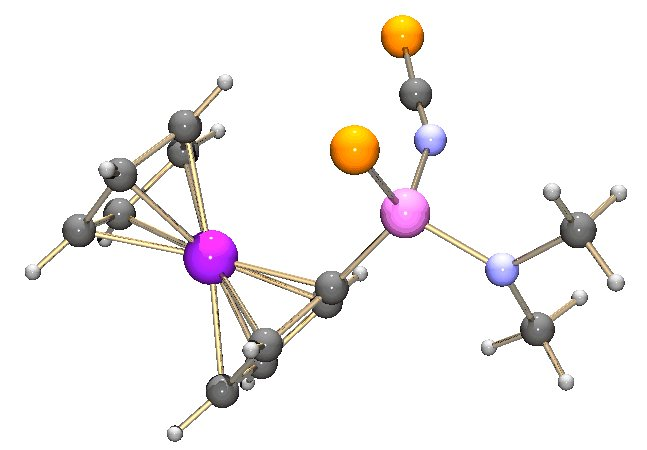
Uno dei prodotti della reazione del FC_{2}P_{2}S_{4} con dimetil-cianammide

In un brevetto tedesco si afferma che la reazione dei 1,3,2,4-ditiadifosfetano 2,4-disulfidi con cianammidi alchilici forma composti contenenti anelli a sei elementi (P-N=C-N=C-S-). È stato provato che la reazione di diferrocenile 1,3,2,4-ditiadifosfetano 2,4-disulfide (e reagente di Lawesson) con dimetil cianammide che, infatti, si forma una mistura di vari composti contenenti fosforo. A seconda della concentrazione del dimetil cianammide nella soluzione, si forma prevalentemente un composto ad anello con sei elementi (P-N=C-S-C=N-) o un composto non eterociclico (FcP(S)(NR2)(NCS)); l'altro composto si forma in quantità minore.
Inoltre, nella reazione vengono prodotti in quantità trascurabili altri composti. Non è improbabile che il composto ad anello (P-N=C-S-C=N-) (o un suo isomero) agisca come agente protettivo per le piante, ma i composti (FcP(S)(NR2)(NCS)) agiscono come veleni nervini negli insetti.

## Avvelenamento da organofosfati
Molti organofosfati sono potenti neurotossine, che inibiscono l'azione delle colinesterasi (sia dell'acetilcolinesterasi che della pseudocolinesterasi) nelle cellule nervose. Sono tra le principali cause di avvelenamento a livello mondiale, e sono frequentemente utilizzate per suicidi nelle zone agricole. La loro tossicità non si limita alla fase acuta, ma provocano notevoli effetti cronici. I neurotrasmettitori come l'acetilcolina (che viene aumentata nel vallo sinaptico dai principi attivi organofosfati) sono molto importanti per lo sviluppo del cervello, e molti organofosfati hanno effetti neurotossici sugli organismi anche se esposti a bassi livelli.
L'unico antidoto è la somministrazione di pralidossima entro breve tempo, (prima cioè che il legame tra organofosfato e AchE diventi irreversibile) e atropina, per contrastare gli effetti tossici dell'Ach ad alte dosi.